# Forêts du Centre-Nord des Rocheuses
Localisation
Les forêts du Centre-Nord des Rocheuses sont une écorégion terrestre nord-américaine du type Forêts de conifères tempérées du World Wildlife Fund.  On trouve dans cette écorégion les terres sauvages les plus remarquables en Amérique du Nord, notamment dans le parc national de Yoho, le parc national des Lacs-Waterton et le parc national de Glacier pour n'en nommer que quelques-uns.

## Répartition
Les forêts des Rocheuses du Centre-Nord couvrent le sud-est de la Colombie-Britannique, l'extrême sud-ouest de l'Alberta, l'ouest du Montana, le nord de l'Idaho et le nord-est de l'état de Washington.   

## Climat
La température annuelle moyenne varie entre 3,5 °C et 5,5 °C dans la portion canadienne de l'écorégion.  La température estivale moyenne varie entre 12,5 °C et 14,5 °C.  La température hivernale moyenne varie entre −3,5 °C et −6,5 °C.  Le taux de précipitations varie entre 500 mm et 800 mm dans les vallées, mais peut dépasser 1 000 mm en altitude.  Cette écorégion est soumise aux effets du chinook et de l'ombre pluviométrique.

## Géomorphologie
La chaîne Columbia qui couvre une bonne partie de cette écorégion comprend plusieurs sommets dépassant 3 000 m d'altitude.  Le plus haut mont, le mont Robson situé dans les Rocheuses canadiennes, culmine à 3 900 m d'altitude. 

## Caractéristiques biologiques
On trouve, dans zones plus humides, des tsugas, des mélèzes et l'If de l'Ouest.  Les forêts alpestres se composent entre autres de pruches de l'Ouest, de cèdres de l'Ouest, d'épinettes blanches, de sapins subalpins, de pins tordus, de sapins de Douglas, de pins argentés et de mélèzes de l'Ouest.  Les forêts subalpines se composent d'épinettes d'Engelmann, de sapins subalpins et de sapins de Douglas.  